# Pristimantis moro
Espèce
Synonymes
- Eleutherodactylus moro Savage, 1965
- Eleutherodactylus lehmanvalenciae Thornton, 1965

Statut de conservation UICN

 LC  : Préoccupation mineure
Pristimantis moro est une espèce d'amphibiens de la famille des Craugastoridae.

## Répartition
Cette espèce se rencontre entre 550 et 1 245 m d'altitude, :
- au Costa Rica ;
- au Panamá ;
- en Colombie dans les départements de Chocó et de Valle del Cauca.

## Taxinomie
Eleutherodactylus lehmanvalenciae a été placé en synonymie avec Eleutherodactylus moro par Savage en 1968.

## Étymologie
Cette espèce est nommée en l'honneur de John Luther Mohr.

## Publication originale
- Savage, 1965 : A new bromeliad frog of the genus Eleutherodactylus from Costa Rica. Bulletin Southern California Academy of Sciences, vol. 64, no 2, p. 106-110 (texte intégral).